# 忍び、恋うつつ
『忍び、恋うつつ』（しのび、こいうつつ）は、オトメイトから2014年1月30日に発売のPlayStation Portable用恋愛アドベンチャーゲーム。
2015年6月25日に追加要素を含んだ『忍び、恋うつつ -雪月花恋絵巻-』がPlayStation Vita用ソフトとして発売された。
2017年9月28日にファンディスク『忍び、恋うつつ -甘蜜花絵巻-』がPlayStation Vita用ソフトとして発売された。
2018年2月15日に雪月花恋絵巻と甘蜜花絵巻をひとつにまとめて追加要素を含んだ『忍び、恋うつつ -万花彩絵巻-』がPlayStation 4用ソフトとして発売され、2020年8月27日にはNintendo Switch版が『忍び、恋うつつ for Nintendo Switch』のタイトルで発売された。

## あらすじ
忍者を目指していた片桐かえでは、奉公先の茶屋で真田高等修練院の副理事長に出会い、特待生認定試験を受けないか持ちかけられた。
その試験を受けるには、修練院に編入し、中間試験でよい成績をおさめるという条件が付いていた。
夢をかなえたいと考えていたかえでは、その誘いにのった。
そして、仮入学当日、彼女は男たちを虜にする術を発動してしまった。

## 登場人物
声はゲーム版の声優、演は舞台版の俳優。

### メインキャラクター
片桐 かえで（かたぎり かえで）
声 - なし / 演 - 堀越せな、北澤早紀（舞台）
主人公。名前変更可能。両親を幼いころに事故で亡くし、その後祖母も亡くして天涯孤独になっていた。将来の夢は逢坂城に仕える真田勇士隊に入ること。茶屋での奉公中、真田高等修練院の副理事長と出会い、特待生認定試験に誘われ特待生になるきっかけを得た。憧れの忍者になるためその誘いを受けるが、仮入学の初日になぜか、男性たちをメロメロにする不思議な術を発動してしまう。
健気で控えめな性格だが、時折卑屈でネガティブな思考に陥ることもある。
猿飛 咲助（さるとび さすけ）
声 - 寺島拓篤 /  演 - 原野正章、神越将（舞台）
ツンデレお馬鹿忍者。歌舞伎役者の名家の御曹司だが、忍者を志す少年。忍術は得意で行動力も旺盛だが、勉強が苦手で読み間違いや言い間違いをよくしてしまう。明るくみんなのムードメーカーだが、メロメロの術を持つ主人公に対して警戒を隠さない。
霧隠 蔵人（きりがくれ くろうど）
声 - 櫻井孝宏 /  演 - 秋葉友佑、上仁樹（舞台）
クール貧乏忍者。両親がなく清貧生活を送っているが、その見目の麗しさから女生徒から絶大な人気を得ている。また成績優秀で何でもそつなくこなすが、常に冷静沈着で口数が少なく、ぶっきらぼうな態度を崩さない。
由利 鎌清（ゆり かまきよ）
声 - 小野友樹 /  演 - 武子直輝、毎熊宏介（舞台）
真面目ムッツリ忍者。規則を重んじ、自分にも他人にも厳しい性格をしている。いつも勉学に励んでいるがり勉で、将来の夢は真田勇士隊になること。なぜ主人公が特待生認定試験を受けられたのか疑問に感じている。
我来也（がらいや）
声 - 下野紘 /  演 - 堀之内仁、七星うら（舞台）
中二病ショタ忍者。左目に眼帯をした幼げな外見だが、実年齢は18歳で由利からは「先輩」と呼ばれている。呪術が得意であり、いつも「堕天使（ルシファー）」、「漆黒使魔（ダークエレメント）」という名の人形を引き連れている（本人曰く、しもべとのこと）。授業には一切出ず、独自の掟に従った行動や言動をとるため、真田からは問題児とされている。常に強がった態度を崩さず中二病じみた発言が目立つが、動揺した際やたまに素の言動が出る（その際、一人称は「我」から「僕」へ、「～だぞ」という語尾に変わり、幼さが目立つ言動になる）。その正体は徳川残党の仲間で、本名は伊達惟宗。
穴山 大介（あなやま だいすけ）
声 - 鈴木達央 /  演 - 鷲尾修斗（舞台）
チャラ系忍者。医療と忍術を組み合わせ、様々な病を治すと評判である医者の息子であり、彼自身もその治療法が得意である。いつも女性との噂が絶えないプレイボーイで、主人公を「子猫ちゃん」呼ばわりしている。飄々とした軟派な性格で軽々しい発言が多い上に、御曹司であるためか何事も金で解決できると考えている節がある。
真田 幸影（さなだ ゆきかげ）
声 - 鳥海浩輔 /  演 - 宮元英光、一洸（舞台）
？？？忍者。真田高等修練院の教諭であり、真田勇士隊の頭。常に物腰柔らかく、穏やかで頼れる存在であるため生徒からの評判が高いが、実は主人公との間には因縁があるらしい。

### サブキャラクター
霧隠 忠人（きりがくれ ただひと）
声 - 江口拓也 /  演 - 一ノ瀬竜、内田航（舞台）
蔵人の弟で修練院の一年生。クールな外見だが子供っぽい性格。兄を尊敬している。
藤原 貴家（ふじわら たかいえ）
声 - 竹内良太 /  演 - 石坂勇、熊倉功（舞台）
副理事長。本名は徳川貴家であり、徳川残党の首領。主人公を招き入れた張本人で、何かと助けてくれる頼れる存在でもある。

## 主題歌

### 忍び、恋うつつ
（全作詞 - 日山尚）
オープニングテーマ「花はうつつに」
作曲・編曲 - 川上博之 / 歌 - 織田かおり
エンディングテーマ「きみと夢みて」
作曲 - rino / 編曲 - 長田直之 / 歌 - 織田かおり

### 忍び、恋うつつ ― 雪月花恋絵巻 ―
（全作詞 - 日山尚 / 全作曲・編曲 - myu）
オープニングテーマ「ふたり綾あやとり」
歌 - 織田かおり
エンディングテーマ「紅結あかむすび」
歌 - 織田かおり

### 忍び、恋うつつ ― 甘蜜花絵巻 ―
（全作詞 - 言乃葉たま / 全作曲・編曲 - 鞠）
オープニングテーマ「あふれし想いに花は舞う」
歌：ヒサノ
エンディングテーマ「愛、咲かそう」
歌：ヒサノ

### 忍び、恋うつつ ― 万花彩絵巻 ―
（全作詞 - 言乃葉たま / 全作曲・編曲 - 鞠）
オープニングテーマ「紅玉の誓い」
歌：ヒサノ
エンディングテーマ「ゆめ陽炎」
歌：ヒサノ

## 評価
忍び、恋うつつ
週刊ファミ通2014年2月6日号（2014年1月23日発売）の新作ゲームクロスレビューでゴールド殿堂入りの評価。
忍び、恋うつつ -甘蜜花絵巻-
週刊ファミ通2017年10月5日号（2017年9月21日発売）の新作ゲームクロスレビューでゴールド殿堂入りの評価。

## 関連商品

### CD
- 忍び、恋うつつ シチュエーションCD 巻の壱 猿飛咲助&霧隠蔵人（2013年11月6日発売）
- 忍び、恋うつつ シチュエーションCD 巻の弐 由利鎌清&穴山大介（2013年12月4日発売）
- 忍び、恋うつつ シチュエーションCD 巻の参 我来也&真田幸影（2014年1月8日発売）
- 忍び、恋うつつ 音楽篇（2014年2月26日発売）
- 忍び、恋うつつ ドラマCD 誰があいつにふさわしいか大決戦!!（2014年4月23日発売）
- 忍び、恋うつつ 百歌繚乱 巻の壱（2015年4月22日発売）
- 忍び、恋うつつ 百歌繚乱 巻の弐（2015年5月20日発売）
- 忍び、恋うつつ 百歌繚乱 巻の参（2015年6月17日発売）
- 忍び、恋うつつ -雪月花恋絵巻- 音楽篇（2015年9月30日発売）

### 書籍
- 忍び、恋うつつ アンソロジー（2014年3月1日発売）
- 忍び、恋うつつ 原画集（2014年3月28日発売）
- オトメイト応援CD 忍び、恋うつつ 霧隠蔵人編 （2014年6月20日発売）
- 忍び、恋うつつ 1（漫画：青井みと、2014年8月7日発売）
  - 忍び、恋うつつ 1 特装版（漫画：青井みと、2014年8月7日発売）
- 忍び、恋うつつ 2（漫画：青井みと、2015年6月5日発売）
- 忍び、恋うつつ 3（漫画：青井みと、2015年6月5日発売）
  - 忍び、恋うつつ 3  特装版（漫画：青井みと、2015年8月5日発売）
- 忍び、恋うつつ -雪月花恋絵巻- 公式ビジュアルファンブック（2015年7月31日発売）
- 忍び、恋うつつ -甘蜜花絵巻- 原画集（2018年1月31日発売）

### ソーシャルゲーム
- ソーシャルゲームセフィロト〜時の世界樹〜に本作品のキャラクターカードが参戦している。

## 舞台

### 初演（2019年）
舞台『忍び、恋うつつ』のタイトルで2019年1月18日から27日まで新宿村LIVEで上演。脚本は江戸川崇、演出は樋口夢祈。公演内容はDVDとBlu-rayになった。

#### キャスト（2019年）
舞台オリジナルキャラクター/サブキャラクター
- 徳川四天王・榊原段蔵 - 佐藤弘樹
- 間宮ゆうぎり - 天月ミク
- 石川ぼたん - 北村まりこ
- 鈴木先生 - 久野木貴士
- 田中先生 - 久高将史

アンサンブル
大野愛、小川美紅、真壁りさ、西山駿太、宮川連、三上真司、北野瑠那

### 再演（2023年）
メロメロ活劇『忍び、恋うつつ ～猿飛咲助ノ巻～』のタイトルで2023年7月13日から18日までザ・ポケット（中野）で上演。脚本・演出は江戸川崇。

#### キャスト（2023年）
舞台オリジナルキャラクター/サブキャラクター
- 徳川四天王・榊原段蔵 - 米原幸佑
- 石川ぼたん - 大仲マリ
- 鈴木先生 - 福井将太

アンサンブル
小泉丞、立花将、後藤真、水瀬稀夕、本間汐莉